# NGC 6999
NGC 6999 (другие обозначения — PGC 65940, ESO 464-15) — линзообразная галактика (S0) в созвездии Микроскоп.
Этот объект входит в число перечисленных в оригинальной редакции «Нового общего каталога».